# 馬庫里亞王國
馬庫里亞王國是一个由努比亚人建立的王国，該國的統治範圍大致位於現今苏丹北部和埃及南部。截至6世纪末，該國已皈依基督教。651年，一支阿拉伯军队入侵該國，但被击退。
由於埃及以及貝都因人的侵略、該國的內訌、瘟疫以及贸易的蕭條导致该國於13世纪至14世纪期間衰落。1365年該國又爆發内战，結果该国變成了一个殘存國家，並失去了原本屬於該國的南部領土。最終該國的統治區域成為奥斯曼帝国的一部分。